# Rue Gassendi
La rue Gassendi est une voie située dans les quartiers du Montparnasse, du Petit-Montrouge, et de Plaisance du 14e arrondissement de Paris, en France.

## Origine du nom
Elle porte le nom du philosophe Pierre Gassendi (1592-1655). 

## Historique
Cette rue est ouverte, entre la rue Froidevaux et l'avenue du Maine, en 1887 et prend sa dénomination actuelle par arrêté du 18 avril 1890.
Ce nom est étendu en 1897 à la rue Émile-Richard qui la prolonge et qui traverse le cimetière du Montparnasse. En 1905, cette partie reprend son premier toponyme.

## Bâtiments remarquables et lieux de mémoire
- La rue débouche sur le cimetière du Montparnasse.
- École du Sacré-Cœur, installée depuis 1855.
- Immeubles d'habitation à bon marché (HBM) de la fondation Jules-Lebaudy[1].
- Bibliothèque Georges-Brassens, ouverte en 1999.
- No 29 (et no 31 rue Liancourt) : ensemble scolaire Sainte Catherine Labouré (école maternelle et élémentaire, collège, lycée polyvalent), établissement privé sous tutelle des Filles de la charité de Saint Vincent de Paul[2].
L'origine de ce groupe scolaire remonte à l'ouverture, au milieu du XIXe siècle d'une maison de charité au Petit-Montrouge (commune de Montrouge), avec pour but de dispenser des soins aux malades et d'accueillir et d'instruire les enfants pauvres. Initialement installées au 37, rue Boulard, puis dans leur « Maison du Sacré-Cœur » construite — en plusieurs étapes (1875, 1886, 1896) — sur un terrain délimité par les rues Liancourt, Gassendi et Charles-Divry, les Filles de la Charité ont dirigé l'ensemble des multiples activités mises en place dans cette maison de 1859 à 1994. Le bâtiment a abrite au fil du temps un groupe scolaire (pour l'école élémentaire et maternelle dite  « du Sacré-Cœur » voir rue Liancourt) et un « asile » (jardin d'enfants en 1920 puis école maternelle), que la crèche Fenelon-Charles (rue Charles-Divry) vient compléter en 1896, grâce à une fondation. Un ouvroir de lingerie, puis un atelier professionnel de couture pour jeunes filles sans famille y sont établis (dès 1875), puis une école ménagère (1912) devenue successivement école technique commerciale (1939), lycée professionnel Catherine Labouré et l'actuel lycée polyvalent Sainte-Catherine-Labouré. Un orphelinat pour jeunes filles connu sous la dénomination « orphelinat des sœurs de Montrouge » en 1884 (ex-33, rue Liancourt, ultérieurement internat scolaire) a également occupé les lieux ainsi qu'un centre de soins gratuits ou dispensaire (ouvert en 1954). La gestion de celui-ci et de la crèche sont confiées à la Croix Rouge en 1971. Depuis 1994, les filles de la charité ne sont plus physiquement présentes dans cette maison, mais l'école primaire et le lycée professionnel Catherine Labouré, désormais gérés par une direction et une équipe d'enseignants laïcs restent (en 2021) sous la tutelle de leur compagnie[3].
- No 34 : le photographe Dornac (1858-1941) y eut un atelier.
- No 36 : le peintre Henri Rousseau (1844-1910), dit « le Douanier Rousseau », y vécut de 1901 à 1905. C'est également le lieu de décès de sa seconde épouse Rosalie Joséphine Nourry (1852-1903), morte le 14 mars 1903 à l'âge de 51 ans[4].
- No 42 : domicile de Louis Barrier, imprésario d'Édith Piaf de 1945 à la mort de la chanteuse en 1963[5]. Édith Piaf s'y rendit souvent.
- No 46 : Léon Trotsky (1879-1940) habite au no 46 lors de son premier séjour à Paris en 1903. Il épouse cette année-là Natalia Sedova rencontrée rue Lalande[6].
- On peut voir un travelling de nuit réalisé rue Gassendi en 2007 sur : Dailymotion.

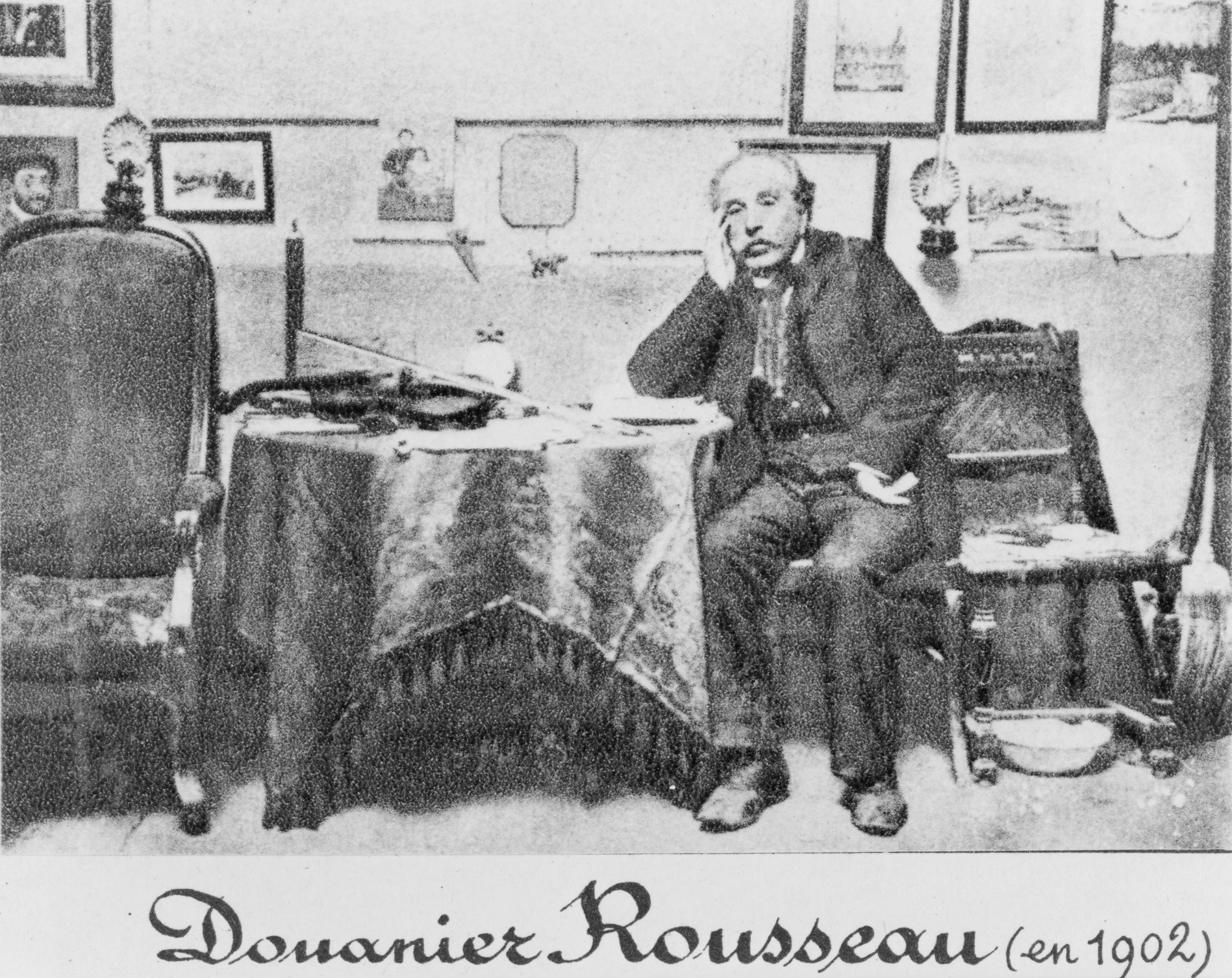
Au no 36, Le Douanier Rousseau occupe un logement de 1901 à 1904 (photographie de 1902).
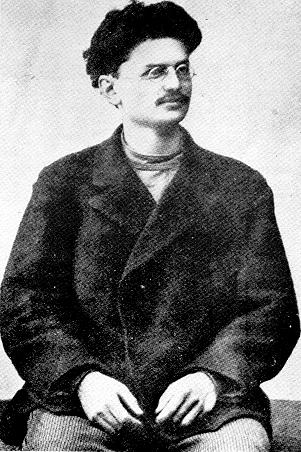
Au no 46 habite Trotsky en 1903 (portrait photographique pris en 1900).
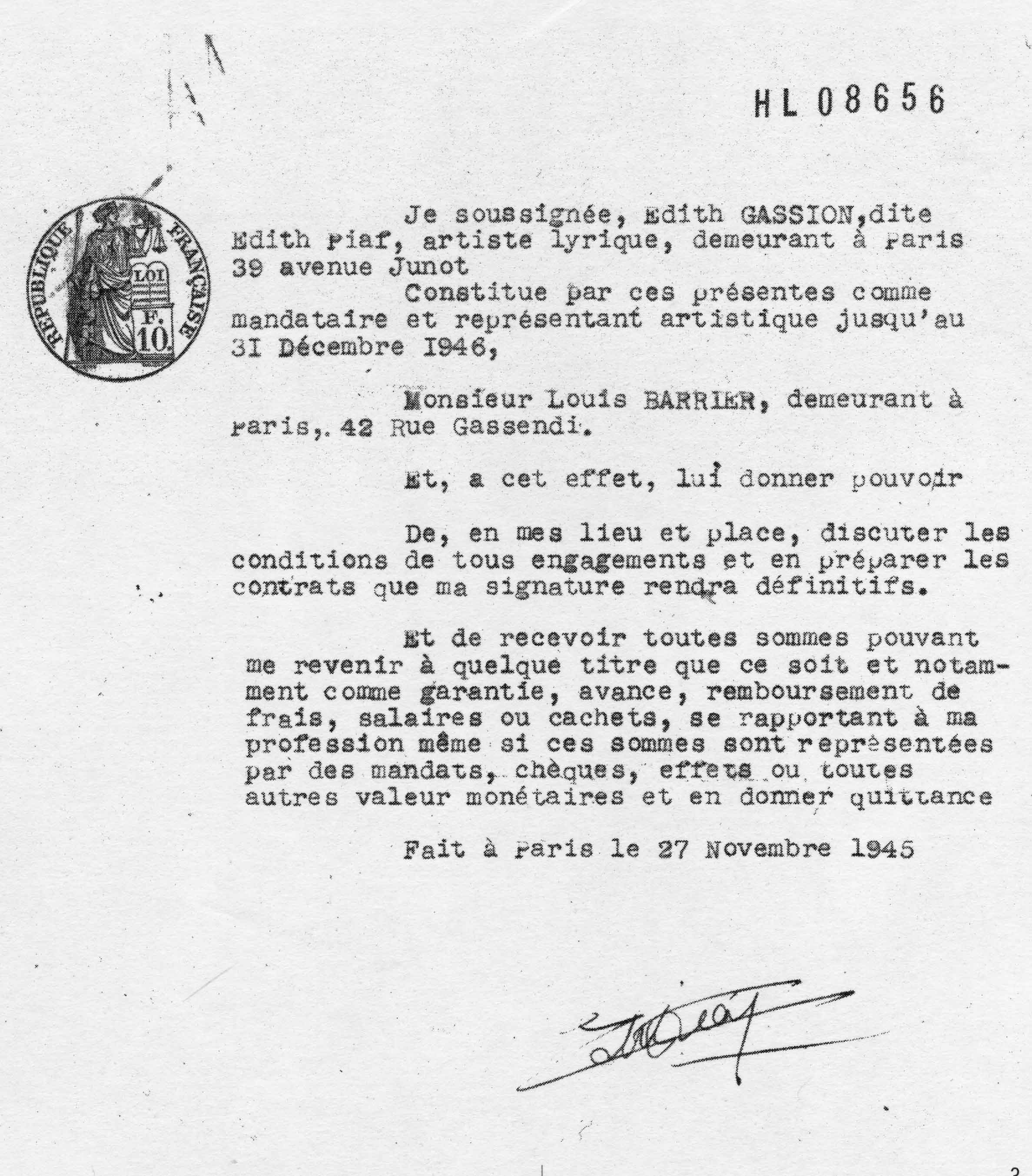
Contrat signé entre Édith Piaf et son imprésario, Louis Barrier demeurant 42, rue Gassendi (1946).
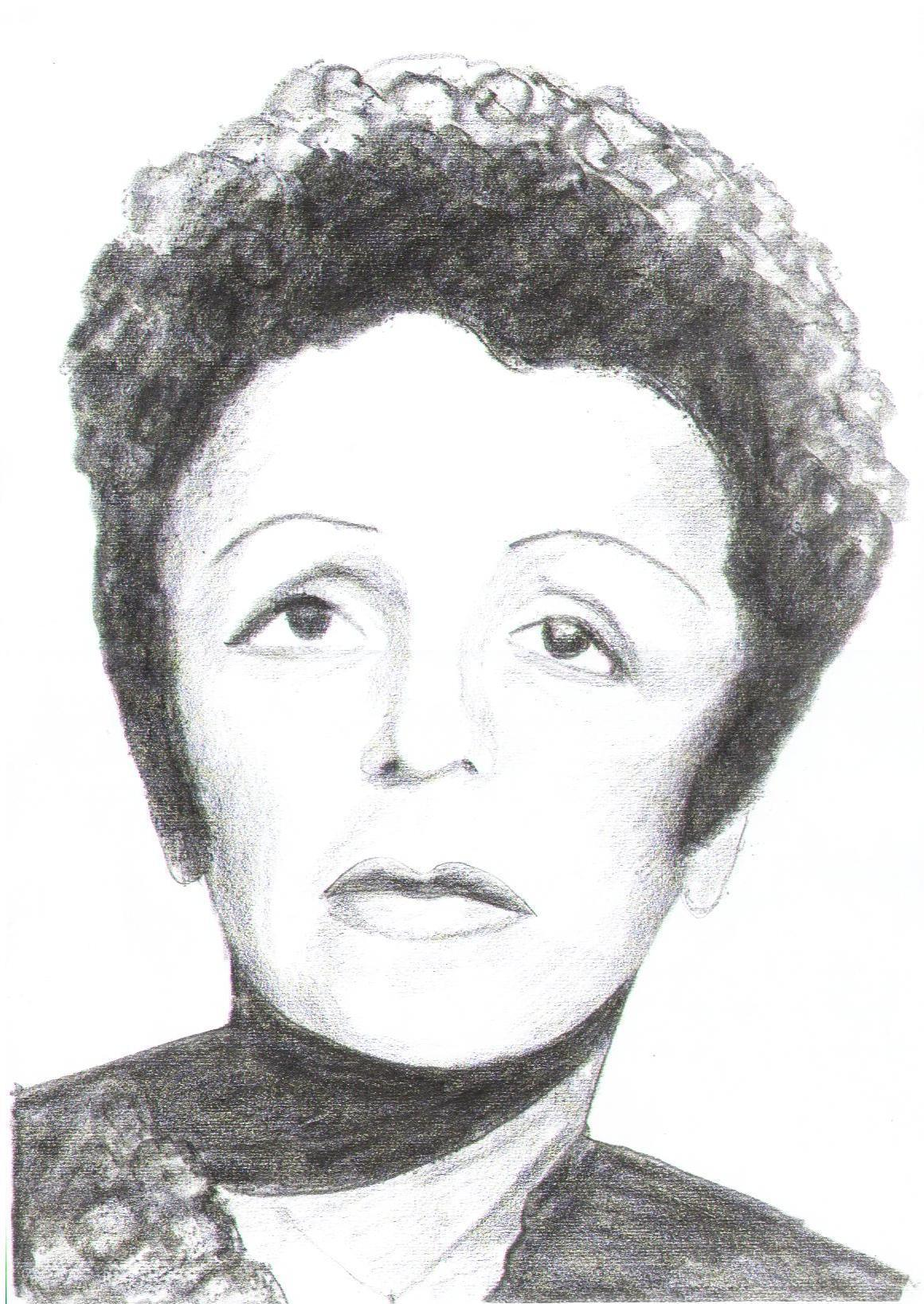
Portrait d'Édith Piaf dessiné par Chaim Topol.